# Aguaytía
 Aguaytía  is de centrale woonkern (pueblo) en hoofdplaats (capital legal) van het stadsdistrict (distrito) Padre Abad van de gelijknamige provincie in de Peruaanse regio Ucayali. Het stadje is gelegen bij de snelweg tussen Pucallpa en Tingo María. De bezienswaardigheid ervan is de waterval El Velo de la Novia.